# Instituto Antipalúdico de Navalmoral de la Mata
El Instituto Antipalúdico de Navalmoral de la Mata (Cáceres), fue fundado en 1924 por el médico y científico especializado en parasitología Sadí de Buen.
Anteriormente había trabajado en la zona, investigando y tratando esta dolencia, el que fuera director de la lucha antipalúdica en España, el doctor Gustavo Pittaluga Fattorini. 
El Instituto funcionaba como dispensario, centro médico y centro de investigación y enseñanza para tratar el paludismo, una grave enfermedad que era endémica en el Valle del Tiétar. El paludismo fue erradicado en España en 1964.
Este centro de investigación contaba con laboratorios e insectario para estudiar los mosquitos Anopheles, principales transmisores del paludismo.

## Historia
El Instituto Antipalúdico de Navalmoral de la Mata ocupó un edificio, ubicado en la calle denominada en la actualidad Sadí de Buen, que se usaba como centro sanitario. El edificio había sido legado al Ayuntamiento de Navalmoral de la Mata por el doctor León Moyano en 1886.
El Instituto inició en 1924 su labor dual, como centro sanitario y centro de investigación científica, dirigido por el doctor Sadí de Buen, que lo transformó en un centro de referencia internacional en la lucha contra la malaria desde los primeros años de su puesta en marcha. El prestigio del Instituto Antipalúdico atraía a expertos españoles y extranjeros a formarse en Paludología. (10).  Desde este Instituto se centralizó toda la actividad científica antipalúdica de España, tanto con el tratamiento de la enfermedad, como en la lucha contra el mosquito anopheles, vector de la malaria.  
La Sociedad de Naciones impulsó la creación de instituciones antipalúdicas en todos los países europeos siguiendo el modelo español, del que era referente el Instituto Antipalúdico de Navalmoral de la Mata. Sadí de Buen, con la ayuda de su hermano Eliseo, introdujo numerosos peces del género gambusia  para contrarrestar la proliferación de mosquitos en las láminas de agua de la zona.
En 1929, según estudios de Sadí de Buen, la mortalidad por paludismo se situaba en un 1 por 200, variando según el tratamiento. (2)
Tras la Guerra Civil, durante la que su fundador, Sadí de Buen, fue fusilado, (6) el Instituto Antipalúdico de Navalmoral de la Mata dejó de funcionar como centro de investigación y enseñanza de referencia nacional.
El científico César Martín Cano también realizó su trabajo inicialmente en el Instituto. 
En 1942 fue nombrado director del Instituto el doctor Álvaro Lozano Morales. (8) En 1961 el director era Juan José Fernández Maruto. (9)
En 2023 una exposición en la Fundación Concha, en Navalmoral de la Mata (3) reconoció la importante labor que se realizó en este centro.